# Cedusa pacuta
Cedusa pacuta är en insektsart som beskrevs av Kramer 1986. Cedusa pacuta ingår i släktet Cedusa och familjen Derbidae. Inga underarter finns listade i Catalogue of Life.